# Seznam děl J. B. Lullyho

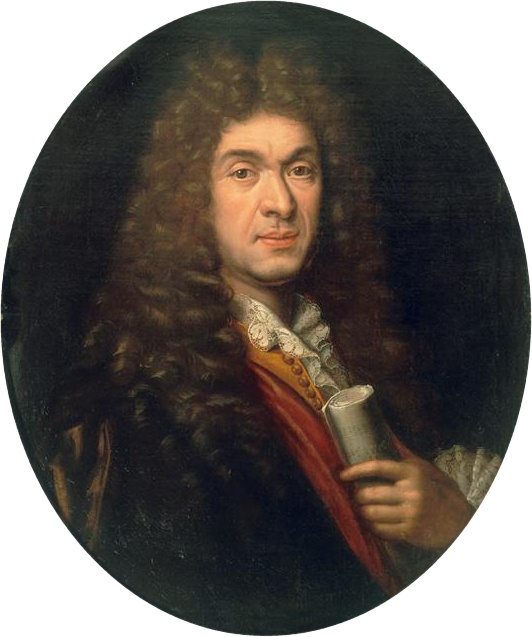
Jean-Baptiste Lully

Seznam děl J. B. Lullyho, pod zkratkou LWV, je označení pro katalog děl Jeana-Baptiste Lullyho z roku 1981. Jedná se o zkratku katalogu v němčině „Lully Werke Verzeichnis“ (Seznam Lullyho skladeb). Autorem katalogu je německý muzikolog Herbert Schneider.

## Charakteristika
Seznam je utvořen chronologicky (nikoli tematicky = podle druhu skladby, jako např. BWV), podle data prvního uvedení skladby (premiéry).

## Lullyho díla

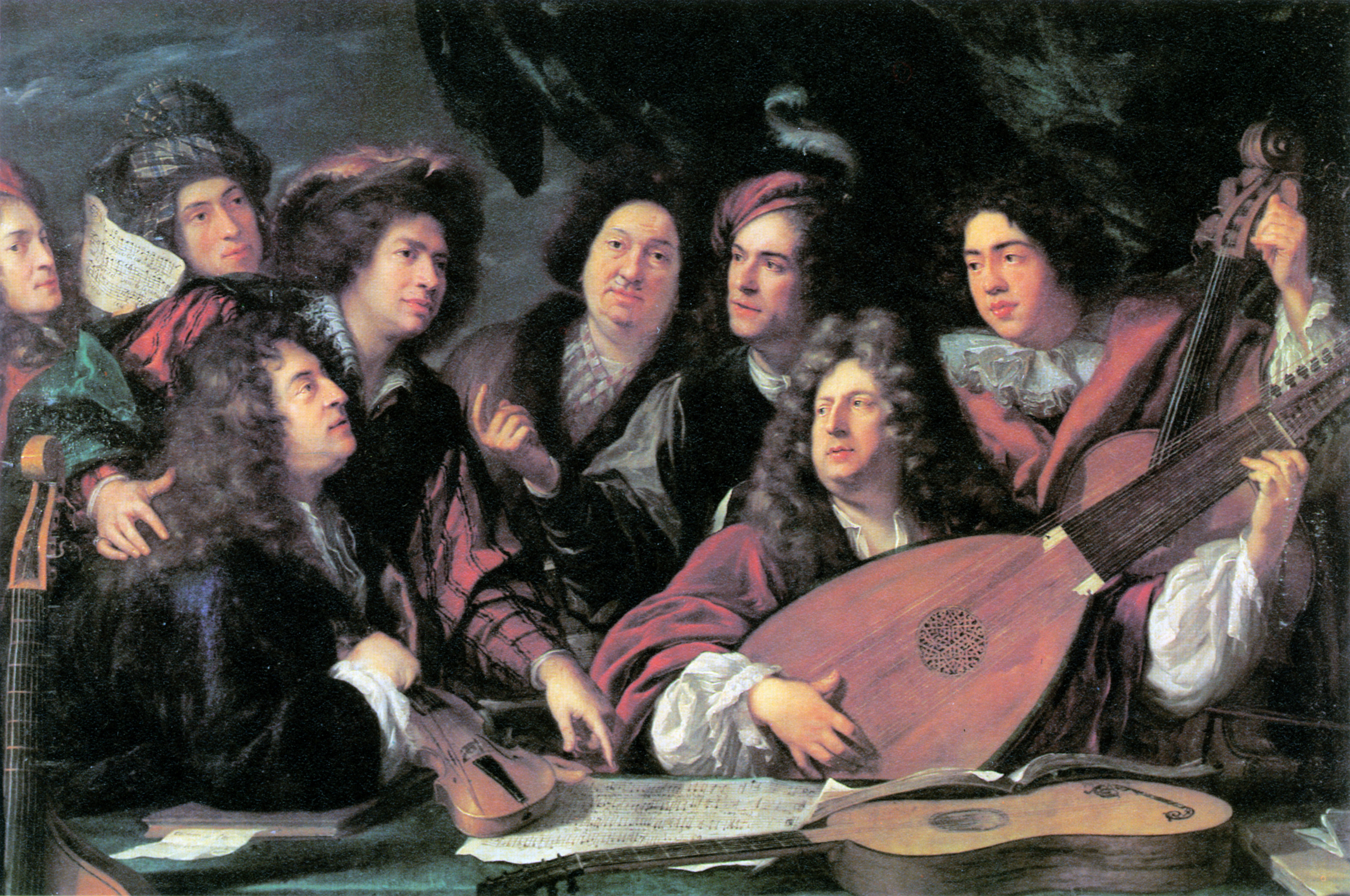
Portrét několika hudebníků a umělců (François Puget, 1688, Muzeum Louvre) Dvě hlavní postavy bývají označovány jako Jean-Baptiste Lully a Philippe Quinault

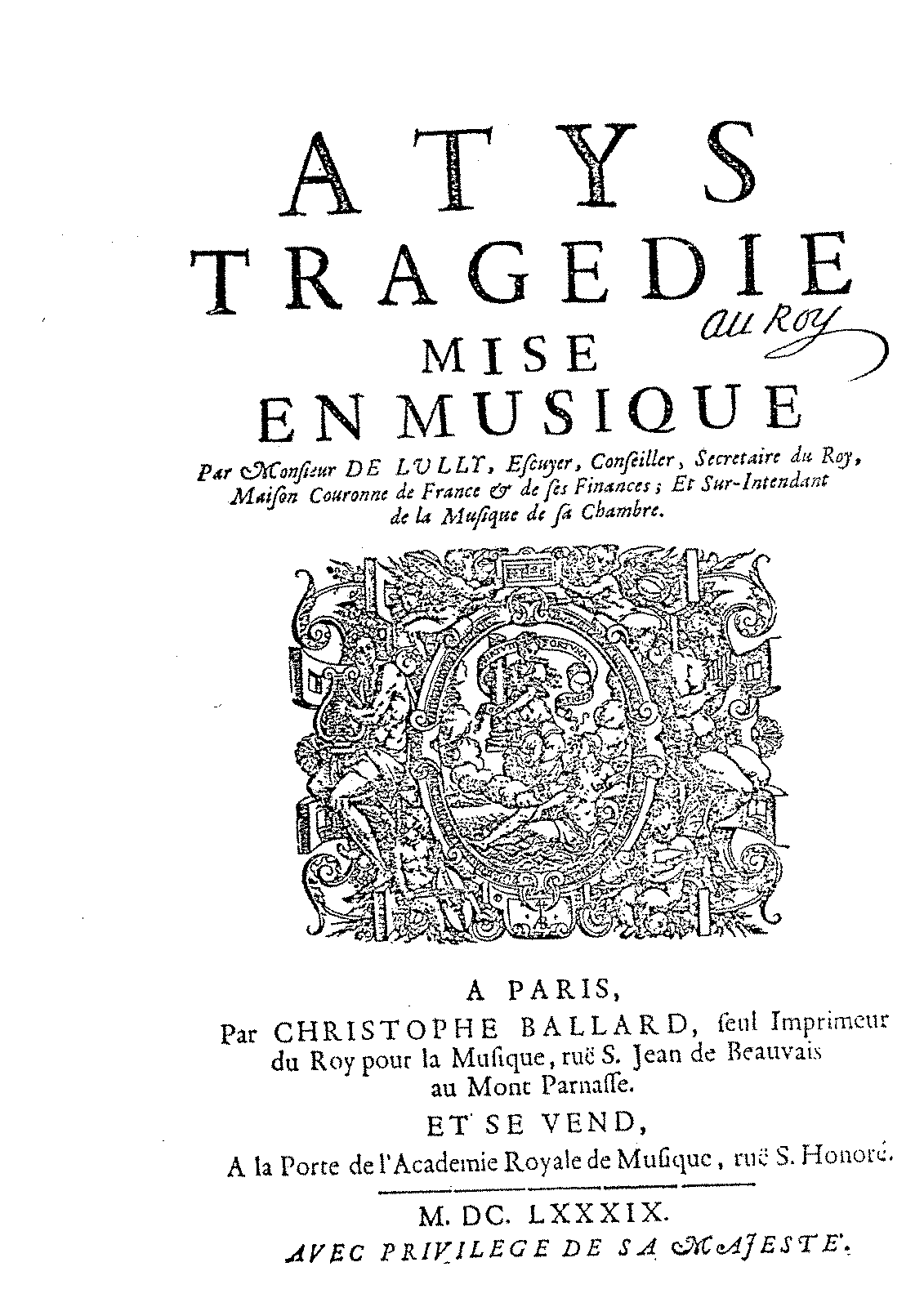
Opera Atys, vydání partitury z roku 1689

Opera Isis, první vydání partitury (1719)

Opera Bellérophon, první vydání partitury 1679

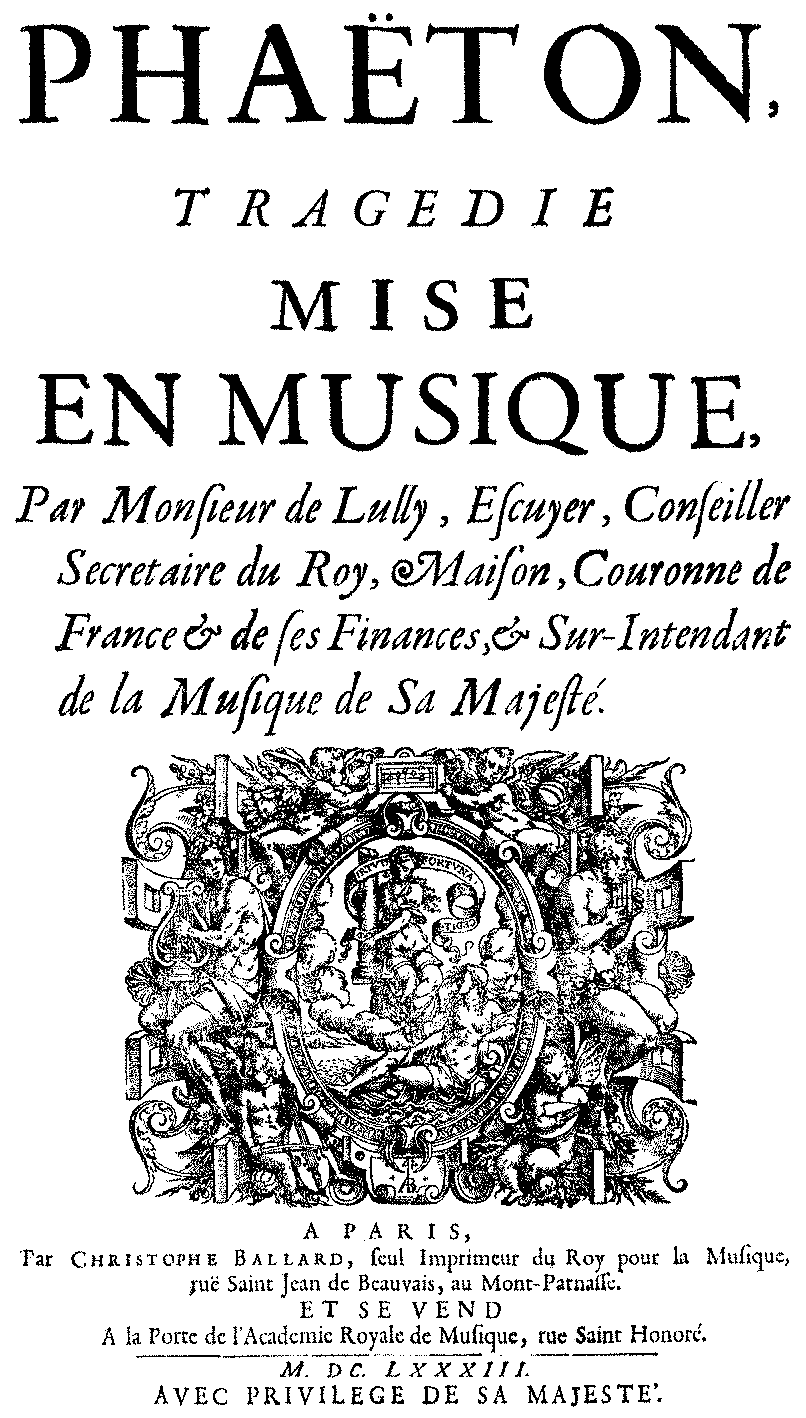
Opera Phaëton, titulní strana

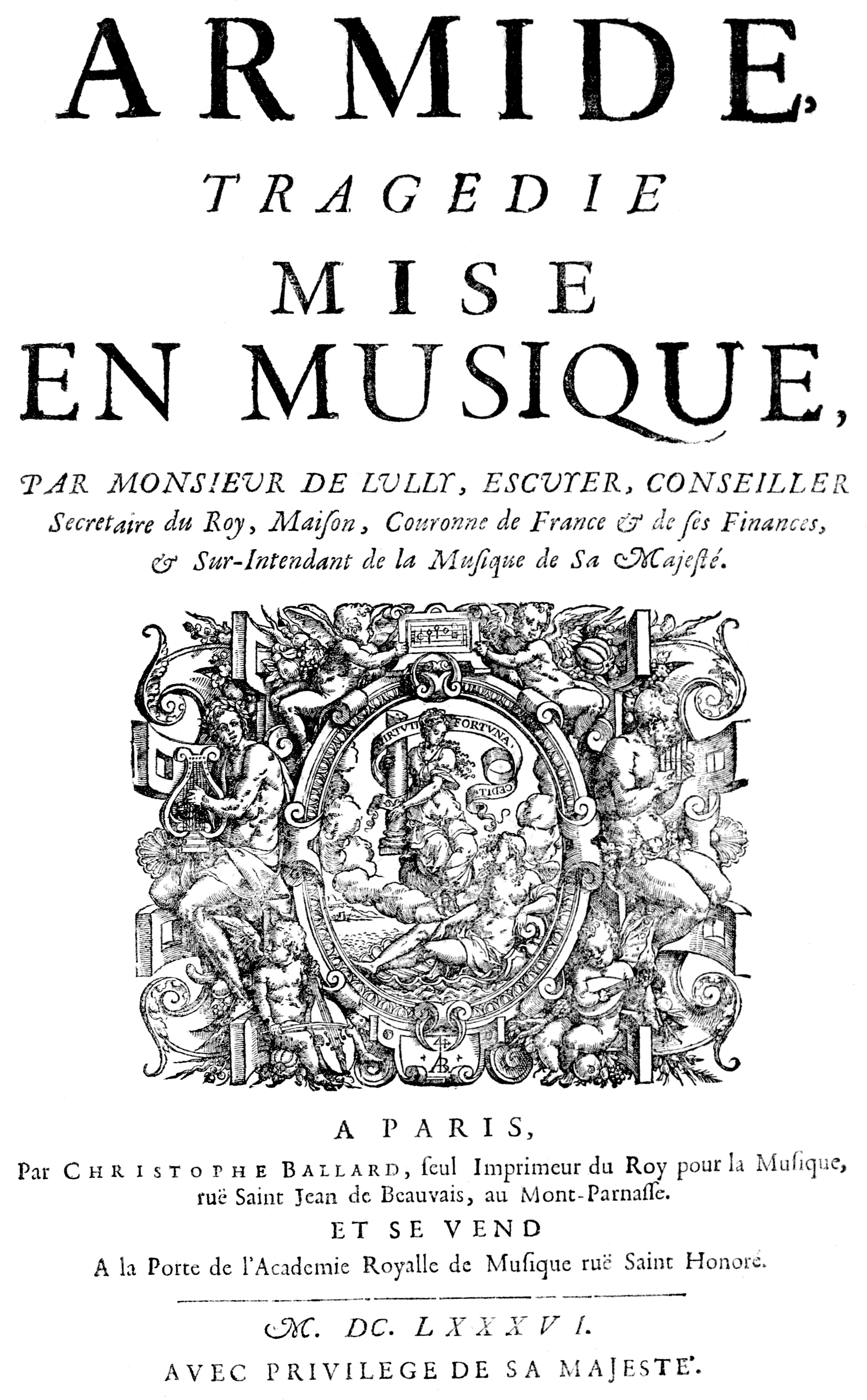
Opera Armide, první vydání

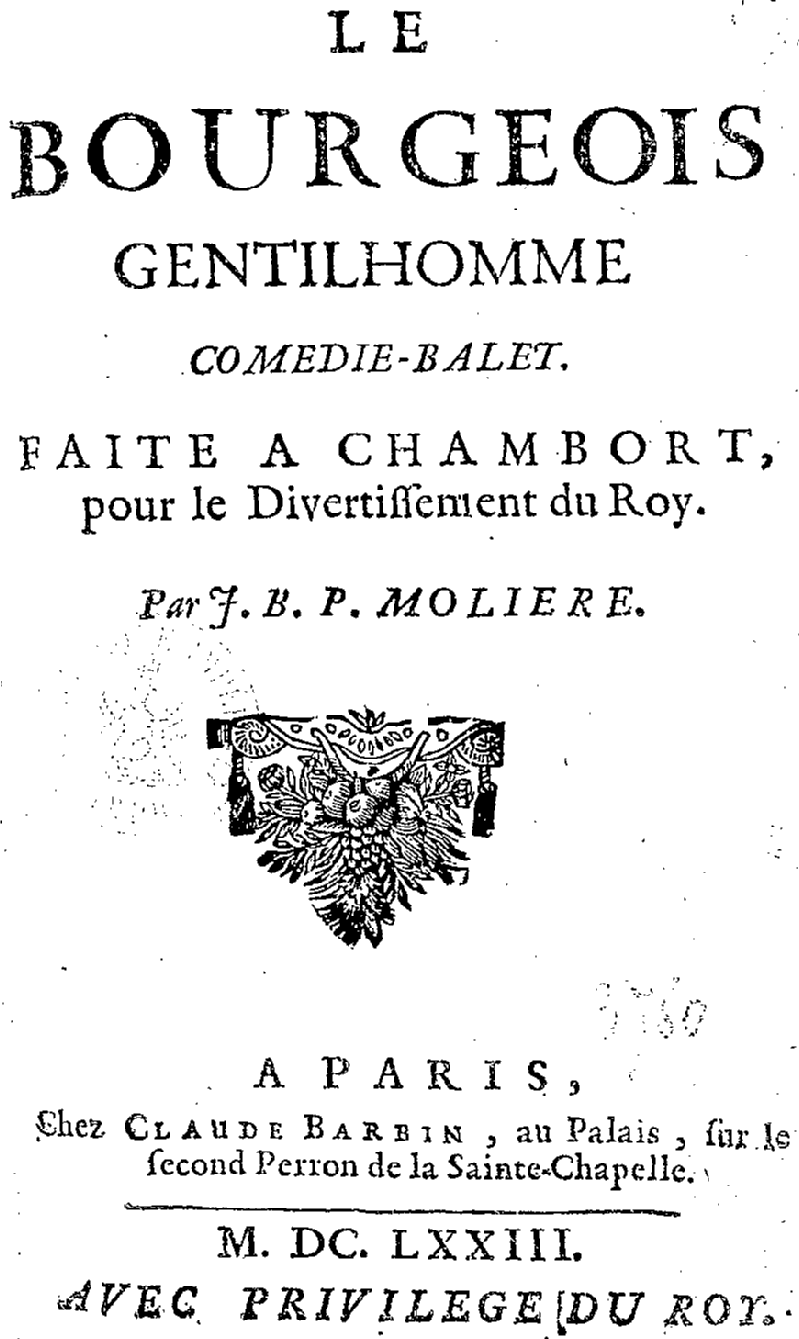
Komedie Měšťák šlechticem

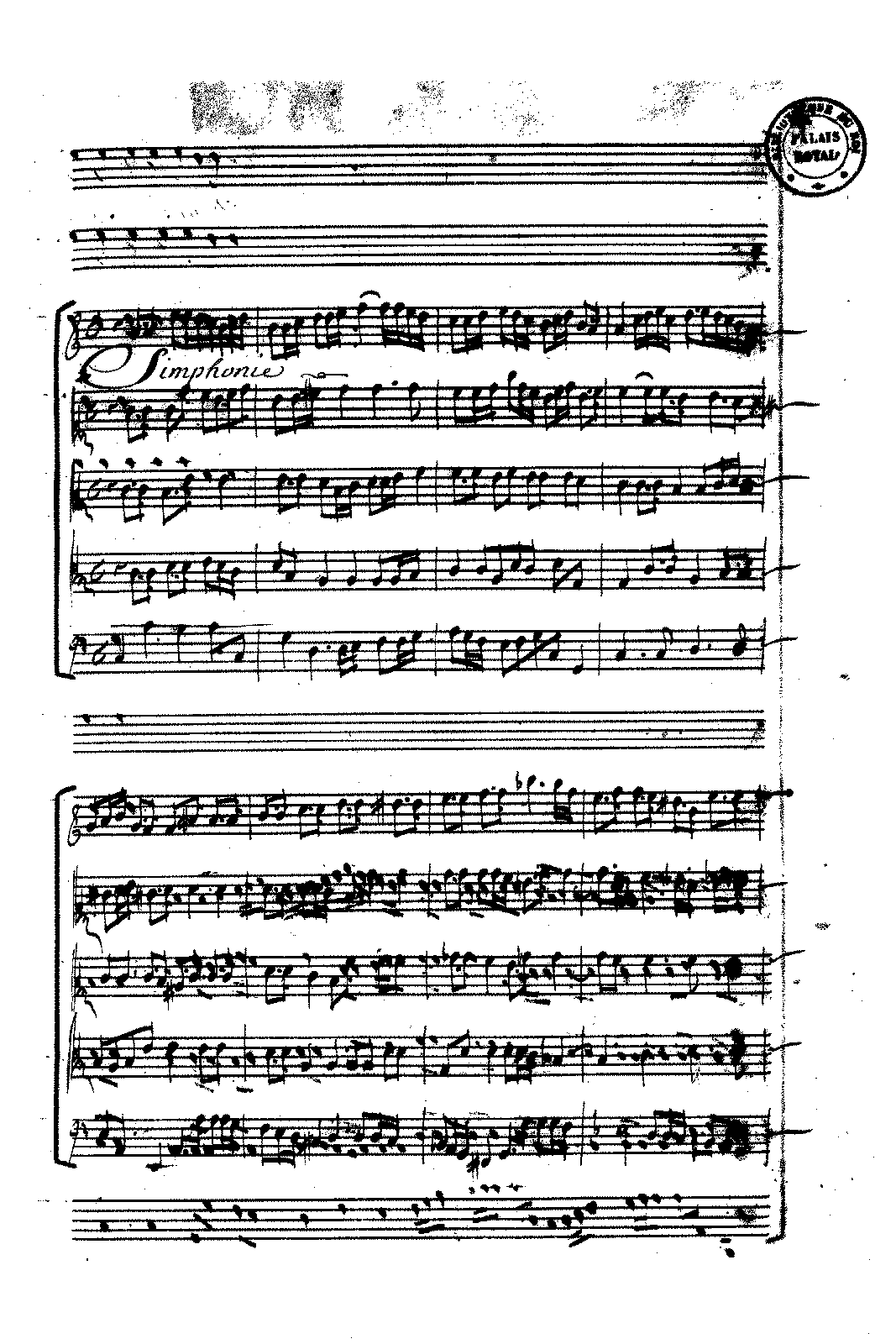
Lullyho rukopis – moteto Plaude Laetare Gallia

Díla jsou tematicky rozčleněna do skupin. Díla, u kterých jsou uvedeny pouze pomlčky (LWV --) místo čísla, nejsou v katalogu uvedena.

### Opery
- LWV 49, Cadmus et Hermione (1673)
- LWV 50, Alcesta aneb Triumf Alcidy (1674)
- LWV 51, Thésée (1675)
- LWV 53, Atys (1676)
- LWV 54, Isis (1677)
- LWV 56, Psyché (1678)
- LWV 57, Bellérophon (1679)
- LWV 58, Proserpine (1680)
- LWV 60, Persée (1682)
- LWV 61, Phaëton (1683)
- LWV 63, Amadis de Gaule (1684)
- LWV 65, Roland (1685)
- LWV 71, Armide & Renaud (1686)
- LWV 74, Achille & Polyxène (1687) (dokončil Pascal Collasse)

### Pastorále
- LWV 33, Pastorale Comique (1657)
- LWV 47, Les Fêtes de l'Amour et de Bacchus (1672)
- LWV 73, Acis et Galatée (1686)

### Balet
- LWV 9, Alcidiane (1658)
- LWV 11, La Raillerie (1659)
- LWV 5, La Revente des habits du ballet et comédie (1661)
- LWV 14, L'Impatience (1661)
- LWV 15, Les Saisons (1661)
- LWV 18, Les Arts (1663)
- LWV 19, Les Noces de village (1663)
- LWV 21, Les Amours desguisés (1664)
- LWV 27, Le Naissance de Vénus (1665)
- LWV 28, Les Gardes (1665)
- LWV 24, Mascarade du Capitaine (1665)
- LWV ?, Petit Ballet de Fontainebleau (1665)
- LWV 32, Les Muses ((1666)
- LWV 36, Le Carnaval (1668)
- LWV 40, Flore (1669)
- LWV ?, La Jeunesse (1669)
- LWV ?. Les Jeux pythiens (1670)
- LWV --, Ballet des Nations (1670) v Le Bourgeois Gentilhomme
- LWV 69, Le Temple de la paix (1685)

### Balety, na kterých se Lully podílel jako spoluautor
- LWV --, Mascarade de la Foire de St-Germain (1652)
- LWV --, Ballet de la Nuit (1653)
- LWV --, Les Proverbes (1654)
- LWV 1, Le Temps (Ballet du Temps) (1654)
- LWV 2, Les Plaisirs (1655)
- LWV 4, Les Bienvenus (1655)
- LWV 6, Psyché ou la Puissance de l'Amour (1656)
- LWV --, Les Galanteries du temps (1657)
- LWV --, Les Plaisirs troublés (1657)
- LWV 30, Le Triomphe de Bacchus dans les Indes (1666)

### Baletní komedie
- LWV 22, Les Plaisirs de l'île enchantée (1664)
  - 1. Ouverture
  - 2. Les Quatres Saisons
  - 3. La Princesse d'Elide
  - 4. Ballet du palais d'Alcine
- LWV 43, Le Bourgeois Gentilhomme (Měšťák šlechticem) (1670)

### Komedie
- LWV ?, L'Impromptu de Versailles (1663)
- LWV 20, Le Mariage forcé (1664)
- LWV 29, L'Amour médecin (1665)
- LWV 34, Le Sicilien (1667)
- LWV 38, Georges Dandin (1668)
- LWV 41, Monsieur de Pourceaugnac (1669)
- LWV 42, Les Amants magnifiques (1670)
- LWV ?, La Comtesse d'Escarbagnas (1671)

### Balet tragédie
- LWV 45, Psyché (1671)

### Divertissements
- LWV --, Le Grand Divertissement de Versailles (1668) v Georges Dandin
- LWV --, Le Divertissement de Chambord (1669) v Monsieur de Pourceaugnac
- LWV --, Le Divertissement Royal (1670) v Les Amants magnifiques
- LWV 68, Idylle sur le Paix (1685)

### Eclogues (Églogues)
- LWV 39, La Grotte de Versailles (1668)

### Interludia
- LWV ?, Les Noces de Pélée et de Thétis (1654)
- LWV 12, Xerxes (1660)
- LWV 17, Hercule amoureux (1662)
- LWV 23, Oedipe (1664)

### Grands Motets
- LWV 77, č. 16, Jubilate Deo omnis terra (1660)
- LWV 26, O lachrymae fideles (1664)
- LWV 25, Miserere (1664)
- LWV 37, Plaude Laetare Gallia (1668)
- LWV 55, Te Deum (1677)
- LWV 62, De profundis (1683)
- LWV 64, č. 1, Dies irae (1683)
- LWV 77, č. 15, Exaudiat te Dominus (1683)
- LWV 67, Quare fremuerunt (1685)
- LWV 64, č. 2, Benedictus (1685)
- LWV 77, č. 17, Notus in Judaea Deus

### Petits Motets
- LWV 77, č. 1, Anima Christi
- LWV 77, č. 2, Ave coeli
- LWV 77, č. 3, Dixit Dominus
- LWV 77, č. 4, Domine salvum fac regem
- LWV 77, č. 5, Exaudi Deus
- LWV 77, č. 7, Laudate pueri
- LWV 77, č. 9, O dulcissime
- LWV 77, č. 10 Omnes gentes plaudete
- LWV 77, č. 11, O sapientia in misterio
- LWV 77, č. 12, Regina coeli
- LWV 77, č. 13, Salve Regina

### Ostatní práce
- LWV 3, Dialogue de la Guerre avec la Paix (1655)
- LWV 10, Première marche des mousquetaires (1658)
- LWV 76, č. 7, Courage, Amour, la Paix est faite (1661)
- LWV ?, Douce et Charmante Paix (1661)
- LWV 76, č. 1, Ingrate Bergère (1664)
- LWV 76, č. 12, Qui les saura, mes secrètes amours (1664)
- LWV 31, Branles (1665)
- LWV 35, 18 Trios pour le coucher du roi (1665)
- LWV ?, Belle inhumaine, soulagez la peine (1665)
- LWV ?, Savez-vous bien, la belle (1665)
- LWV 76, č. 16, La langueur des beaux yeux (1666)
- LWV 76, č. 18, Que vous connaissez peu trop aimable Climène (1666)
- LWV 76, č. 19, Si je n'ai parlé de ma flamme (1666)
- LWV 76, č. 20, En ces lieux, je ne vois que des promenades (1668)
- LWV 76, č. 21, Ah, qu'il est doux de se rendre à l'empire de l'Amour (1668)
- LWV 76, č. 23, Le printemps ramène la verdure (1668)
- LWV 76, č. 24, Depuis que l'on soupire sous l'amoureux empire (1668)
- LWV 44, Marches et batteries de tambour (1670)
- LWV 76, č. 25, Sans mentir on est bien misérable (1671)
- LWV 48, Marche (1672)
- LWV 66, Marches pour le régiment de Savoie (1685)
- LWV 70, Pièces de symphonies, Airs pour Mme la Dauphine (1683)
- LWV 72, Airs pour le Carrousel de Monseigneur (1686)
- LWV 77, č. 18, Il faut mourir, pécheur (1687)
- LWV --, Gigue
- LWV 75, č. 1–18, Marches dont la Marche des Dragons du Roi, la Marche du Prince d'Orange
- LWV 76, č. 2, Aunque prodigoas
- LWV 76, č. 3 Scoca per tutti
- LWV 76, č. 4, A la fin petit Desfarges
- LWV 76, č. 5, D'un beau pêcheur, la pêche malheureuse
- LWV 76, č. 6, Un tendre coeur
- LWV 76, č. 8, Non vi è più bel piacer
- LWV 76, č. 9, Le printemps, aimable Sylvie
- LWV 76, č. 10, Tous les jours cent bergères
- LWV 76, č. 11, Viens, mon aimable bergère
- LWV 76, č. 13, Où êtes-vous allées, mes belles amourettes
- LWV 76, č. 14, Nous mêlons toute notre gloire
- LWV 76, č. 15, Pendant que ces flambeaux
- LWV --, J'ai perdu l'appétit
- LWV 76, č. 26, Venerabilis barba capucinorum